# Estación Las Bandurrias
Las Bandurrias es una estación de ferrocarril de la localidad de Las Bandurrias, ubicada en la provincia de Santa Fe, Argentina.

## Servicios
No presta servicios de pasajeros, solamente de cargas. Sus vías corresponden al Ramal CC del Ferrocarril General Belgrano. Sus vías e instalaciones están a cargo de la empresa estatal Trenes Argentinos Cargas.
Se encuentra precedida por el Estación Centeno y le sigue la Estación Casas.
Actualmente la estación se encuentra ocupada por personas sin relación con el ferrocarril, aunque cabe destacar que mantienen la estación.